# Podochytrium emmanuelense
Podochytrium emmanuelense är en svampart som först beskrevs av Frederick K. Sparrow, och fick sitt nu gällande namn av Sparrow & R.A. Paterson 1955. Podochytrium emmanuelense ingår i släktet Podochytrium och familjen Chytridiaceae.   Inga underarter finns listade i Catalogue of Life.